# Marcel Noguès
Pour les articles homonymes, voir Noguès.
Marcel Noguès, né à Paris (4e arrondissement) le 24 janvier 1895, décédé à Paris (16e arrondissement) le 5 octobre 1919 , est un as de l'aviation français pendant la Première Guerre mondiale, crédité de treize victoires avec, comme spécialité, les ballons d'observation allemands Drachen.

## Biographie

### Origines familiales
Marcel Joseph Maurice Noguès est né à Paris (4e arrondissement) le 24 janvier 1895 ; il est le second fils de Auguste Richard Louis Noguès (1843-1939), professeur de Mathématiques spéciales, et de Joséphine Marie Marchand (1860-1947).

### Formation
À l'âge de six ans et demi, Marcel Noguès commence sa scolarité au Petit Lycée Janson-de-Sailly dans le 16e arrondissement de Paris et y connaît ses premiers succès. Il entre ensuite au Lycée où il parcourt toutes les classes jusqu'à la quatrième puis passe, en 1908, au Grand Lycée où son père est professeur de Mathématiques spéciales.
Après l'obtention avec mention du baccalauréat ès-sciences (mathématiques élémentaires), Marcel Noguès y poursuit ses classes préparatoires comme son frère aîné avant lui. Élève de Mathématiques spéciales préparatoires (Mathématiques supérieures) , il termine second de sa classe lors de l'année scolaire 1912-1913,
Brillant élève, Noguès est aussi un sportif sociétaire du Racing club de France où il pratique l'athlétisme. Cette même année scolaire 1912-1913, il est sacré le 1er mai 1913 champion inter-scolaire de saut en hauteur avec un saut de 1,70 m – il mesure 1,80 m – au stade de La Faisanderie dans le Parc de Saint-Cloud ; une semaine plus tard, il remporte le 200 mètres haies du challenge Duvignau de Lanneau à la Croix-Catelan. Il est plus tard champion de Paris de saut en hauteur ex-æquo avec Géo André.
L'année scolaire suivante 1913-1914, élève de Mathématiques spéciales, Noguès se présente sans succès aux concours des Grandes écoles, dont celui de l'École polytechnique. Il s'apprête à redoubler quand éclate la Première Guerre mondiale : le 1er août 1914 l’Allemagne mobilise et déclare la guerre à la Russie ; en France, le gouvernement décrète la mobilisation générale le même jour, à 16 h.
Marcel Noguès se trouve avec ses parents en vacances à Juan-les-Pins (Alpes-Maritimes) quand la guerre éclate. Les engagements ne sont reçus qu'à partir du 20 août ; Noguès s'engage dans l'artillerie pour la durée de la guerre et choisit la garnison la plus voisine, Valence (Drôme), qu'il rejoint le 4 septembre 1914,.

### Service pendant la Première Guerre mondiale
Noguès est incorporé au 6e Régiment d'artillerie le 4 septembre 1914. Le 26 novembre 1914, il est nommé brigadier mais n'est mobilisable que le 15 décembre ; il se fait inscrire à la 31e batterie du 5e régiment où l'on forme un groupe de 105. Le 22 février 1915 son groupe gagne la Champagne aux environs du Mesnil-les-Hurlus. De Champagne, Noguès passe aux Éparges, puis en Artois. Il revient ensuite en Champagne et assiste à l'offensive du 25 septembre 1915. Le 26 octobre 1915, il est nommé maréchal des logis ; le 1er novembre 1915 son régiment devient le 107e Régiment d’artillerie lourde auquel il ne cesse d'appartenir.
Après s'être porté volontaire pour suivre un entrainement de pilote, il est détaché de l'artillerie à l'aviation, le 24 janvier 1916. Il obtient le brevet de pilote no 3486 le 20 mai 1916, ; il suit alors un entrainement plus poussé à Dijon, Ambérieu, Avord, Cazaux, Pau. Noguès passe ensuite deux mois et demi au GDE (Groupe des divisions d'entraînement) du Plessis-Belleville (Oise), près de Senlis, et le 4 janvier 1917, il rejoint l'Escadrille N 12, – 'N' comme Nieuport – installée à Vadelaincourt (Meuse), au sud de Verdun. Le 4 mars 1917, il partage une victoire avec Xavier de Sevin, en abattant un avion ennemi au-dessus d'Hautecourt (Meuse), et obtient sa première citation. Il remporte une seconde victoire le 11 avril, au sud du bois des Forges.
Le 13 avril, Nogues qui pilote un SPAD engage le combat avec deux Albatros D.III allemands, au voisinage de Condé-sur-Suippe (Aisne), à trois kilomètres au moins à l'intérieur des lignes allemandes. Il est abattu à Sapigneul, peut-être par le lieutenant Albert Dossenbach (en), As allemand aux 15 victoires,,,, pilote de l'escadre von Richthofen. Par miracle Noguès parvient à atterrir derrière les lignes allemandes sur un terrain creusé de tranchées et de trous d'obus ; capturé par les Allemands, il est porté disparu et fait prisonnier par le 155e régiment d'infanterie allemand puis conduit pour interrogatoire à la kommandantur de Marle (Aisne).
Le 23 avril, il est conduit à Hirson (Aisne) en compagnie d'un sous-officier français prisonnier comme lui. Le 9 mai les deux hommes font partie d'un convoi de 200 prisonniers pour Dülmen (Westphalie). Le 18 mai, on le prévient que lui et son compagnon vont être transférés à Benaho (Bavière). Le lendemain, en chemin vers la gare d'Haltern, distante de 8 kilomètres, l'un après l'autre, les deux hommes faussent compagnie à leur gardien, finissent par se retrouver et suivent la voie ferrée jusqu'à la frontière germano-hollandaise qu'ils franchissent dans la nuit du 21 au 22 mai 1917.
Noguès embarque le 4 juin à La Haye pour la France ; après une escale en Angleterre le 7, il arrive à Paris le 11 et, deux jours plus tard, rejoint son escadrille montée dans le Nord à Coudekerque, près de Dunkerque, prêt à reprendre le combat. Il reçoit pour son évasion la Médaille militaire le 13 juillet avec une troisième citation et est promu de maréchal-des-logis au grade d'adjudant le 20 juillet 1917. Le 13 août 1917, il est blessé par un shrapnel au-dessus de Dixmude (Belgique), et, pour se rapprocher de son escadrille, se fait transporter à l'hôpital de Rosendaël. Il est nommé ensuite le 3 octobre 1917 sous-lieutenant à titre temporaire, nomination entérinée par le Journal officiel du 20 avril 1919.
Il rejoint à Cramaille, près de Château-Thierry, son escadrille qui s'appelle désormais SPA 12 au lieu de N 12 ; il reprend les combats le 17 octobre 1917, puis est affecté le 11 avril 1918 sur sa demande à l'Escadrille SPA 57, commandée par Jean Chaput, un condisciple du lycée Janson-de-Sailly. Il y  pilote désormais des SPAD. Noguès remporte une victoire sur un Albatros au-dessus de Mailly-Raineval, le 2 mai 1918. Il remporte six nouvelles victoires homologuées en mai et juin, dont quatre remportées seul et deux autres en collaboration avec des équipiers, dont l'as Jean Fraissinet. Le 4 juillet, pour sa neuvième victoire, il abat un ballon d'observation Drachen, avec André Petit-Delchet (en).
Le 15 septembre 1918 lors d'un déjeuner d'escadrille où avec son franc-parler, il juge sévèrement les aviateurs obtenant des victoires faciles, un convive semble lui dire « Faites-en autant ! ». Très pâle, Noguès se lève aussitôt de table sans mot dire, fait armer son avion et s'envole. Dans la soirée, on apprend qu'il a incendié deux Drachen et qu'il a atterri l'appareil fortement endommagé.
Ses sixième et septième victoires lui valent d'être nommé le 26 septembre 1918 Chevalier de la Légion d'honneur pour prendre rang du 26 juillet 1918,. Nogues abat le 29 septembre 1918 son cinquième ballon et remporte du même coup sa treizième et dernière victoire et se voit décerner une onzième citation ; une étoile vient s'ajouter aux dix palmes sur sa Croix de Guerre et il reçoit le 24 octobre 1918 la Military Cross.
La SPA 57 se dédouble pour donner naissance à la SPA 172 dont le commandement est confié à son camarade Jean Fraissinet. Marcel Noguès est alors affecté le 5 novembre 1918 à cette nouvelle escadrille qui fait mouvement sur Toul, mais lui-même part à Paris chercher un nouvel appareil. Il s’y trouve surpris par la déclaration d’armistice le 11 novembre et, avec plusieurs autres aviateurs militaires, décolle du Bourget pour fêter la victoire en survolant à basse altitude les Champs Élysées et la place de la Concorde à bord de son SPAD, un vol pourtant rigoureusement interdit par les autorités militaires de la capitale.

### Après-guerre
Après l'armistice, Noguès prend le commandement de l'Escadrille 172 créée en novembre 1918 à Ars près de Metz. Le 25 janvier 1919, il reçoit solennellement, avec des camarades, à l'occasion d'une revue de troupes sur l'esplanade de Metz, la croix de la Légion d'honneur des mains du général de Maud'huy, gouverneur de cette ville. Il est alors tenté de demander à être affecté à une mission militaire en perspective, en qualité d'officier aviateur, mais pour faire plaisir à ses parents, y renonce et se décide à se préparer à l'École polytechnique.
Il est appelé à Strasbourg le 1er mars 1919 où le Ministère de la guerre organise ainsi qu'à Metz, Nancy et Besançon la préparation à cette école pour les militaires dont la guerre a interrompu les études. Il se présente au concours spécial de 1919 et est reçu 16e ; il entend aussi s'entraîner sérieusement pour les prochains Jeux olympiques d'été de 1920 et, déjà, La Vie au grand air le cite dans la liste de ses leaders.
Marcel Noguès ne peut se présenter le 13 novembre à l'École polytechnique pour le début des cours. Le 5 octobre 1919 en effet, âgé de 24 ans, il est décédé à son domicile parisien de la rue Vital d'une embolie quelques heures après avoir reçu accidentellement un coup au larynx lors d'un match de rugby à Colombes contre le Paris université club comme trois-quarts aile du Racing club de France,,.
« Nous avons gardé Marcel pendant cinq jours. Il a fallu enfin se séparer ! Trois semaines, jour pour jour, heure pour heure, après être rentré à la maison, il la quittait à jamais ! ». Ses obsèques sont célébrées le 10 octobre en l'église Notre-Dame de Passy ; il est inhumé le même jour au cimetière de l'Ouest (5e division, tombe 387) à Boulogne-Billancourt,.

## Chronologie des victoires
Marcel Noguès est crédité de 13 victoires homologuées dont cinq sur les ballons d'observation allemands Drachen et de 3 victoires non homologuées,,.
| Victoire n° | Date              | Escadrille | Avion piloté | Aéronef abattu | Lieu du combat                          | Participation                                              |
| ----------- | ----------------- | ---------- | ------------ | -------------- | --------------------------------------- | ---------------------------------------------------------- |
| 1           | 4 mars 1917       | N 12       | EA           | Chasseur       | Hautecourt - Verdun (Meuse)             | SGT Marcel Noguès LTN Xavier de Sevin                      |
| 2           | 12 avril 1917     | N 12       | EA           | Avion          | sud du bois des Forges (Meuse)          | SGT Marcel Noguès                                          |
| NH          | 16 octobre 1917   | SPA 12     | SPAD         | Biplace        |                                         | SLT Marcel Noguès                                          |
| NH          | 27 janvier 1918   | SPA 12     | SPAD no 1889 | Biplace        | Lavannes (Marne)                        | SLT Marcel Noguès                                          |
| 3           | 2 mai 1918        | SPA 57     | SPAD no 699  | Albatros D     | Mailly-Raineval (Somme)                 | SLT Marcel Noguès                                          |
| NH          | 10 mai 1918       | SPA 57     | SPAD no 699  | Avion          | sud Montdidier (Somme)                  | SLT Marcel Noguès ASP Jean Dubois de Gennes                |
| 4           | 12 mai 1918       | SPA 57     | SPAD no 699  | Scout          | Lassigny (Oise)                         | SLT Marcel Noguès                                          |
| 5           | 31 mai 1918       | SPA 57     | SPAD no 699  | Albatros C     | Étrépilly (Aisne)                       | SLT Marcel Noguès LTN Georges Mazimann SLT Jean Fraissinet |
| 6           | 25 juin 1918      | SPA 57     | SPAD no 8185 | Scout          | bois de Belleau (Aisne)                 | SLT Marcel Noguès                                          |
| 7           | 27 juin 1918      | SPA 57     | SPAD no 8185 | Biplace        | bois de Pareuil (Marne)                 | SLT Marcel Noguès ADJ Yves Bocquentin                      |
| 8           | 29 juin 1918      | SPA 57     | SPAD no 8185 | Albatros D     | sud de Reims (Marne)                    | SLT Marcel Noguès                                          |
| 9           | 4 juillet 1918    | SPA 57     | SPAD no 8185 | Drachen        | Coëmy (Marne)                           | SLT Marcel Noguès ADJ André Petit-Delchet                  |
| 10          | 17 juillet 1918   | SPA 57     | SPAD no 9551 | Drachen        | nord d'Anthenay (Marne)                 | SLT Marcel Noguès CPRL Gaston Rotureau                     |
| NH          | 17 juillet 1918   | SPA 57     | SPAD no 9551 | Biplace        | Rosnay (Marne)                          | SLT Marcel Noguès SLT Jean Fraissinet ADJ Raymond Vanier   |
| 11          | 15 septembre 1918 | SPA 57     | SPAD no 7930 | Drachen        | La Ville-aux-Bois-lès-Pontavert (Aisne) | SLT Marcel Noguès                                          |
| 12          | 15 septembre 1918 | SPA 57     | SPAD no 7930 | Drachen        | Craonne (Aisne)                         | SLT Marcel Noguès                                          |
| 13          | 26 septembre 1918 | SPA 57     | SPAD no 7930 | Drachen        | nord-est de Sommepy (Marne)             | SLT Marcel Noguès CPRL André Beaume                        |

## Distinction et hommages

### Distinctions
Il est nommé chevalier de la Légion d'honneur le 26 septembre 1918,. Décoré de la médaille militaire, de la croix de guerre avec dix palmes et une étoile, il reçoit également la Military Cross.

### Iconographie
- Photographie de presse, 1913, Agence Rol : saut en hauteur de Noguès, 1er mai 1913, Saint-Cloud, terrain du Stade français à la Faisanderie, championnats de France scolaires
- Photographie de presse, 1913, Agence Rol : Noguès, vainqueur du saut en hauteur (portrait), 1er mai 1913, Saint-Cloud, terrain du Stade français à la Faisanderie, championnats de France scolaires
- Photographie de presse, 1913, Agence Rol : Noguès, vainqueur du 200 mètres haies, 8 mai 1913, challenge Duvignau de Lanneau à la Croix-Catelan
- Galerie de photos de Marcel Noguès par Frédéric Humbert, auteur d'un site consacré au rugby

### Vidéos
- L’aviation militaire durant la Première Guerre Mondiale
- Première guerre mondiale : Les missions de l’aviation
- Première guerre mondiale : Les avions Nieuport
- Première Guerre mondiale : L’avion SPAD canon